# Antiteze
Antiteze (z řec. anti-, proti a thesis, tvrzení) je tvrzení nebo pojem, který je v přímém rozporu nebo přesným protikladem s jiným tvrzením nebo pojmem. Peklo je antitezí nebes, chaos je antitezí řádu. Někdy se antitezí rozumí postavení dvou protichůdných myšlenek proti sobě.

## Řečnictví
V řečnictví je to řečnická figura, zahrnující objasňování protichůdných myšlenek pomoci zřejmých protikladů slov a vět s obdobnou gramatickou strukturou, jako například: Když je třeba být potichu, mluvíš, a když je třeba mluvit, mlčíš; když jsi přítomen, přeješ si být nepřítomen, a když jsi nepřítomen, chtěl bys být přítomen; v době míru jsi pro válku, a během války toužíš po míru; v radě pěješ o hrdinství a v bitvě se třeseš strachy.
Známá fráze člověk míní, Bůh mění je příklad antiteze, stejně jako popis Johna Drydena v knize The Hind and the Panther: Příliš černý pro nebesa, ale stále příliš bílý pro peklo.

## Filosofie
Pojem antiteze se vyskytuje v polemikách 18. století, Immanuel Kant mluví o antitetice jako o postupu, kdy se pojem vyjasňuje ve střetnutí dvojího pohledu. U G. W. F. Hegela je antiteze druhá složka či krok dialektického postupu, kdy se proti tezi postaví antiteze a v jejich střetu dojde k syntézi.